# 南有臺
南有臺（16世紀—17世紀），字南山，湖廣黃州府蘄水縣人，明朝政治人物。

## 生平
南有臺是萬曆四十年（1612年）的舉人，擔任句容教諭，講學課士都有法則，崇習經術而品德端正。崇禎七年（1634年）他中進士，工部觀政，本年六月獲授諸暨知縣，多方安撫體恤百姓，八年被降职調任，九年補任廣東布政司经历，十三年升任雷州府推官，判決公允，沒有冤情，很快陞為南京戶部四川司主事，期間廉潔奉公，十五年晉福建司郎中，十六年考察致仕，在家去世。

## 家族
曾祖南子春，祖南廷陈，父南邦聚。兒子南州士為庠生、南宏士為縣丞。

## 引用
1. 1 2  光緒《蘄水縣志·卷十·人物志》：南有臺，字南山，以舉人授句容諭，講學課士俱有程法，崇經術砥礪廉隅。崇禎甲戌聯捷南宮，授諸暨令，時當明季，撫字保惠，體䘏多方；擢紹興府司李，斷獄明決，民無覆盆。調東昌府，未幾陞南戶部員外度支，部課潔己奉公，尋陞郎中致仕，卒於家。子州士庠生、宏士縣丞。
2. ↑  光緒《蘄水縣志·卷七·選舉志》：（萬曆）四十年壬子（舉人） 南有臺 治《易》，十名，進士
3. ↑  《崇祯七年甲戌科进士履历便览》：南有台，曾祖子春，祖廷陈，父邦聚。南山，易三房，辛丑年十一月初七日生，黄州府蕲水县人，壬子乡试十名，会二百四十三名，三甲五十名，工部观政，六月授浙江诸暨县知县，乙亥调用，丙子补广东布政司照磨，庚辰升雷州府推官。
4. ↑  《崇祯七年甲戌科进士三代履历》：南有台，曾祖子春，祖廷陈，父邦聚。南山，易三房，辛丑年十一月初七日生，蕲水人，壬子十名，会二百四十三名，三甲五十名，工部政，授诸暨知县，乙亥降调，丙子补广东布政司经历，庚辰升雷州府推官，辛巳升南户部四川司主事，壬午升福建司郎中，癸未考察。